# Marc Van Ranst
Marc Van Ranst, né à Bornem le 20 juin 1965, est un virologue belge à la Katholieke Universiteit Leuven (Louvain, Belgique), associé, parmi la communauté scientifique, à la lutte contre la pandémie de maladie à coronavirus de 2019-2020 en Belgique.

## Biographie

### Éducation
Marc Van Ranst a suivi les études de candidature en médecine à l’université de Hasselt (à cette époque nommée L.U.C.) en 1986 ; il a ensuite été diplômé comme docteur en médecine à la Katholieke Universiteit Leuven en 1990. De 1990 à 1993, il a travaillé au Department of Microbiology and Immunology de l’Albert Einstein College of Medicine à New York, et a obtenu un doctorat en virologie en 1994. Il s’est également spécialisé en médecine du laboratoire (1998) pour laquelle il a obtenu un doctorat à la K.U. Leuven.

### Carrière

#### Carrière académique
Marc Van Ranst commence à travailler à l’« Hôpital universitaire de Leuven » en 1999 et est devenu professeur de virologie à la K.U. Leuven. Il a été appointé en 1999 au Conseil supérieur belge de la santé publique, où il préside le département Vaccinations.
Depuis 2012, il est président du Département de microbiologie et immunologie à la KU Leuven,, et depuis 2014 chef de service du Département de médecine du laboratoire. Il est aussi le directeur du laboratoire de référence sur le SIDA et des laboratoires nationaux de référence pour le coronavirus et le rotavirus, ainsi que du laboratoire de virologie diagnostique. Dans son laboratoire, six doctorants et quatre étudiants en master travaillent à des études sur l’épidémiologie et l’évolution moléculaire des virus de l’ADN et de l'ARN.

#### Enseignement
Le professeur Van Ranst enseigne la virologie et la génomique computationnelle à la Faculté de médecine de la KU Leuven.
Depuis 1995, il occupe également une position académique affiliée à la Faculty of Natural Sciences de l'université Charles de Prague, où il enseigne la bioinformatique.

#### Communication scientifique
Il a publié plus de 270 articles scientifiques dans des revues à comité de lecture et contribué huit chapitres dans des livres sur l’évolution moléculaire et la bioinformatique. À noter, sa publication dans The Lancet en 2004 : Chandipura virus: an emerging human pathogen?.
Marc Van Ranst est éditeur-en-chef de VacciNews.net, une plateforme pour les médias sociaux qui donne des informations sur les vaccins.

### Rôle dirigeant dans la gestion des crises de l’influenza en Belgique
Depuis 2007, il est responsable pour la planification de réponse aux pandémies de l’influenza
En 2009-2010, il est responsable comme commissaire interministériel pour la gestion de crise pendant la pandémie de grippe porcine.

#### Pandémie de Covid-19
En 2020, pour la pandémie de COVID-19, Marc Van Ranst est membre du 'Risk Assessment Group' (RAG) belge, qui analyse les risques du coronavirus SARS-CoV-2 pour la santé publique, et du Comité scientifique Coronavirus qui donne des avis aux autorités de la santé en Belgique sur le combat du virus et qui fait des pronostics sur son évolution en Belgique. Le quotidien De Morgen appelle le professeur Van Ranst une « boussole » dans la lutte contre le coronavirus et son action est décrite comme « cruciale ». Toutefois, parmi les griefs qui lui sont régulièrement reprochés, figurent ceux qui consistent à souligner qu'il ne prend pas du tout en compte les aspects psychologiques et économiques des mesures restrictives liées à la gestion de la crise sanitaire.

##### Affaire Jürgen Conings
Marc Van Ranst a été placé sous protection policière dans une maison sécurisée en mai 2021 étant menacé par Jürgen Conings, tireur d’élite et sympathisant de l’ultra-droite, en cavale et recherché par la police belge.
Le corps de ce dernier a finalement été retrouvé la matinée du 20 juin 2021 dans le Parc National de Haute Campine. « L’enquête médico-légale diligentée par le juge d’instruction a permis ce jour de confirmer que Jürgen Conings a mis fin à ses jours avec une arme à feu. Le pistolet utilisé a été retrouvé contre le corps. Les conclusions de l’expert en balistique vont dans le même sens. La date du décès remonterait à un délai compris entre une et quatre semaines. »

### Médias sociaux
Van Ranst est très actif sur les médias sociaux, particulièrement Twitter, où il adresse tant des sujets professionnels que sociétaux. Van Ranst est régulièrement visé sur les médias sociaux dans des campagnes par des nationalistes flamands ; en 2018, l’ancien secrétaire d'État à l'asile et à la migration Theo Francken a surnommé Van Ranst Doctor Haat (Docteur Haine).

## Controverses
En 2007, il est désigné pour des conflits d'intérêts avec le laboratoire GlaxoSmithKline (GSK) à propos du vaccin Rotarix.
En février 2021, une vidéo de l'intervention du virologue flamand, à la Chatham House, le 22 janvier 2019, circule sur les réseaux sociaux et suscite des réactions lorsqu'il explique « devant un parterre d’experts, comment il a fait en sorte d’être l’interlocuteur de référence pour les différents médias avec un slogan : "One voice, one message" (Une voix, un message) ». Alors qu'il y est invité à s'exprimer sur la gestion des épidémies et en particulier sur la communication et l'engagement du public, il aurait expliqué comment, pendant l'épidémie de H1N1 en 2009, il aurait aidé à obtenir l’adhésion de la population aux mesures gouvernementales.

## Prix et distinctions
- 2004 : European Clinical Virology Heine-Medin Award de la European Society for Clinical Virology[21]
- 2005 : docteur honoris causa de l'université de Kalmar en Suède[1]

## Sources
- (nl) Prof. Marc Van Ranst over vogelgriep in Turkije
- (nl) Viroloog Van Ranst wordt interministerieel commissaris influenza
- VacciNewsNet